# Fissidens minutifolius
Fissidens minutifolius là một loài Rêu trong họ Fissidentaceae. Loài này được Broth. & P. de la Varde mô tả khoa học đầu tiên năm 1926.